# Distrito de Opava
El distrito de Opava es uno de los seis distritos que forman la región de Moravia-Silesia, República Checa, con una población estimada a principio del año 2018 de 176 385 habitantes. Se encuentra ubicado al este del país, al este de Praga, cerca de la frontera con Eslovaquia y Polonia. Su capital es la ciudad de Opava.

## Localidades (población año 2018)
- Bělá 667
- Bohuslavice 1757
- Bolatice 4462
- Branka u Opavy 1082
- Bratříkovice 153
- Březová 1373
- Brumovice 1503
- Budišovice 731
- Budišov nad Budišovkou 2891
- Čermná ve Slezsku 383
- Chlebičov 1167
- Chuchelná 1277
- Chvalíkovice 695
- Darkovice 1367
- Děhylov 728
- Dobroslavice 757
- Dolní Benešov 4053
- Dolní Životice 1056
- Háj ve Slezsku 3259
- Hať 2556
- Hlavnice 648
- Hlubočec 563
- Hlučín 13 996
- Hněvošice 1006
- Holasovice 1358
- Hrabyně 1208
- Hradec nad Moravicí 5455
- Jakartovice 1016
- Jezdkovice 244
- Kobeřice 3303
- Kozmice 1912
- Kravaře 6668
- Kružberk 244
- Kyjovice 853
- Lhotka u Litultovic 198
- Litultovice 925
- Ludgeřovice 4882
- Markvartovice 1995
- Melč 629
- Mikolajice 284
- Mladecko 141
- Mokré Lazce 1143
- Moravice 224
- Neplachovice 948
- Nové Lublice 214
- Nové Sedlice 501
- Oldřišov 1367
- Opava 57 019
- Otice 1407
- Píšť 2128
- Pustá Polom1376
- Radkov 485
- Raduň 1105
- Rohov 587
- Šilheřovice 1584
- Skřipov 1042
- Slavkov 2013
- Služovice 790
- Sosnová 402
- Štáblovice 673
- Staré Těchanovice 157
- Stěbořice 1452
- Štěpánkovice 3236
- Štítina 1253
- Strahovice 879
- Sudice 627
- Svatoňovice 265
- Těškovice 836
- Třebom 224
- Uhlířov 343
- Velké Heraltice 1611
- Velké Hoštice 1831
- Větřkovice 737
- Vítkov 5753
- Vřesina 1619
- Vršovice 511
- Závada 598